# Nevromarketing
Névromárketing je interdisciplinarna veda, ki združuje nevrologijo, psihologijo in ekonomijo. Je relativno novo področje v okviru marketinških raziskav, ki proučujejo senzomotorične, kognitivne in afektivne odgovore potrošnika. Raziskovalci za to uporabljajo tehnologije, ki prikazujejo delovanje in aktivacijo možganov. Funkcijska magnetna resonanca (fMRI) meri spremembe v aktivnostih na različnih predelih in strukturah možganov. Z elektroencefalografijo
(EEG) merimo možgansko aktivnost z elektrodami na površini glave oziroma skalpa. Za nevromarketinške raziskave se uporabljajo še pozitronska emisijska tomografija (PET), magnetna encefalografija (MEG), elektromiografija (EMG), računalniška tomografija (CT) in druge.
Nevromarketing je praktično uporaba nevroznanosti v marketingu. Združuje neposredno odslikavo možganskih valov, ki jih pridobimo z EEG snemanjem in ostalih možganskih aktivnosti. Cilj je izmeriti posameznikov odziv na določene izdelke, embalažo, oglase in druge marketinške elemente. Nevromarketinške raziskovalne metode naj bi s pomočjo vpogleda v potrošnikove miselne procese omogočale boljše marketinške strategije.
Znanstvenike, ki se ukvarjajo z nevromarketingom zanima, zakaj so nekatere blagovne znamke bolj uspešne kot druge, zakaj so nekateri oglasi in reklame za potrošnike bolj privlačne, zakaj na nekatere oglase odreagiramo negativno in se prodaja takih izdelkov zmanjša. Na splošno se torej nevromarketing ukvarja z vprašanjem kako se potrošniki odločajo. To skušajo razložiti na podlagi bioloških komponent – možganskih struktur in aktivnosti.

## Zgodovina
Razvoj nevrologije in nove tehnologije snemanj so omogočile lažje merjenje in razumevanje kompleksnih procesov, ki potekajo v možganih. V nevrologiji in nevropsihologiji obstajata detekcija in zapisovanje možganskih električnih tokov že desetletja. Razdelitev posameznih možganskih področij, sega že v konec 18. stoletja, ko je avstrijski zdravnik Franz Gall, začetnik frenologije razdelil lobanjo tako, da naj bi bili posamezni deli odgovorni za določene naloge. Z razvojem nevroznanosti je medicina prišla do spoznanja, da je poleg posameznih področij, ki so lahko zelo specifična (npr. vid , sluh, motorične sposobnosti), v možganih hkrati aktivnih več takih področij. Meje torej naj ne bi bile natančno določene ampak povezane v obliki nevronskih mrež. Kljub hitremu napredku tehnologije in nevroznanosti, je do razširjene uporabe slikanja možganov zgolj v marketinške namene prišlo relativno pozno. Izraz nevromarketing bi naj prvi uporabil profesor Ale Smidts z univerze Erasmus, ki ima sedež v Rotterdamu. Magnetno resonanco, izključno za marketinške namene, je prvi uporabil in svoje ugotovitve o tem zapisal profesor Gerald Zaltman z ameriške privatne Univerze Harvard.
Zaltman je svoje ugotovitve opisal z dejstvom, da bi se z boljšim razumevanjem odločanja potrošnikov, menedžerji večjih podjetij izognili napakam in izboljšali svoj produkt. Po pregledu dejstev, da različni potrošniki različno zaznavajo, okusijo, ocenijo in vrednotijo določeni produkt, naj bi različne družbe (Disney, Kraft, Consumer Health Care) začele izbirati in proučevati informacije iz različnih, do sedaj še relativno malo raziskanih in potrjenih ugotovitev na področju nevromarketinga.

## Čustva in marketing
Na naše odločanje in tehtanje med prednostmi ter slabostmi ne vplivajo samo logični argumenti za in proti temveč imajo veliko vlogo tudi naša čustvo
(emocije). Za nevromarketing je pomembno, da razume čustva, ki so sicer po večini nezavedna a vseeno vplivajo na vedenje potrošnika. Tako lahko s pomočjo funkcijske magnetne resonance nevroznanstveniki določijo možganska področja, ki sodelujejo pri odločanju. Ta področja pa niso izolirana, temveč gre za kompleksen proces pri katerem so posamezne strukture bolj pomembne pri posameznih elementih odločanja. Ko zunanji dražljaji (v primeru marketinga: določeni oglas ali del produkta) aktivirajo možganske predele, odgovorne za nagrajevanje (dopaminergični sistem) in ko se aktivirata posameznikova pozornost in spomin, naj bi bile tržne aktivnosti in takšna oglasna sporočila še posebej prodorna in uspešna.

## Raziskave
Z razvojem nevromarketinga so velika in svetovno poznana tržna podjetja začela z raziskavami kako izboljšati njihove produkte in jih bolj približati kupcem, s tem pa povečati prodajo. Znani so primeri Coca-Cola proti Pepsi, Barcaffe in podobno. Zanimiva in odmevna je blagovna znamka, ki se je lotila raziskave s slanimi prigrizki. Ti prigrizki ženskam ob uživanju le teh po raziskavah sodeč vzbujajo občutek krivde. Možganski predel, ki je odgovoren za proces sprejemanja odločitev, je pri ženskah, veliko bolj povezan z občutki krivde kot pri moških.

### Čips Lay’s
Raziskave kažejo, da kombinacija svetlikajočih se zlato rumenih in rdečih barv spodbuja apetit. Na primer: izdelek iz pečenega krompirja Lay's Classic Potato Chips, blagovne znamke Layʹs najdemo v svetlikajoči se zlato rumeni barvi z izstopajočim rdečim napisom.Takšno barvno kombinacijo lahko na primer zasledimo tudi pri znamkah, kot so: Knorr, Maggi, McDonald's in druge. Vodja marketinga podjetja Frito‐Lay (slani prigrizki), Ann Mukherjee ugotavlja, da embalaža bež barve, ki prikazuje krompir v kombinaciji z drugimi zdravimi sestavinami (zelišča, polnozrnate žitarice) pri posameznicah ne izzove občutka krivde kot v primerih uporabe lesketajoče se embalaže. Sprednji del frontalnega režnja, ki naj bi bil odgovoren tudi za občutek krivde, se pri nevtralnih, bež barvah embalaže aktivira bolj redko, kot pri lesketajoči se embalaži, v kateri po navadi najdemo čips, slane palčke in podobne prigrizke.

### Coca-Cola in Pepsi
Leta 2004 je ameriški nevroznanstvenik Read Montague (psiholog, ki se ukvarja s področjem nevropsihologije) testiral 67 prostovoljcev. Prostovoljci so najprej dobili dva kozarca gazirane pijače. V prvem pijačo znamke Coca-Cola, v drugem pa znamke Pepsi, vendar testiranci niso vedeli, katera je katera. Več kot 50 % je po zaužitju preferirala napitek znamke Pepsi. Aktiviral se je ventomedialni del prefrontalnega korteksa, področje zasluženo za čustva nagrajevanja. Po ponovitvi vaje, z razliko, da so tokrat prostovoljci vedeli, katera znamka je v katerem izmed kozarcev, se je izkazalo, da je več kot 75 % udeležencev izbralo za boljšo, gazirano pijačo znamke Coca-Cola. Možganska aktivnost se je spremenila. Povečala se je aktivnost lateralnega prefrontalnega korteksa (zaslužen za pozornost) in hipokampusa (spomin). Marketinška strategija Coca-Cole je torej glede na raziskavo vplivala na izbor dveh podobnih gaziranih pijač. Prostovoljci se niso toliko odločali na podlagi okusa, temveč bolj na podlagi izkušenj z blagovno znamko.

## Kritika
Kritika nevromarketinga je predvsem usmerjena v etičnost raziskav in dvomi, ali gre pri nevromarketingu res samo za razumevanje potrošnikov, njihovih želja in odločanja ali je vključena manipulacija posameznikov in posredno ljudstva. Zagovorniki trdijo, da moralnih zadržkov ni. Pravijo, da bo nevromarketing pomagal k bolj razumnemu odločanju potrošnikov, kar pomeni, da ne bi več nasedali trgovcem in njihovemu oglaševanju. To pa seveda privede do negativnih posledic, ki jih nevromarketing prinaša s seboj. Posledično bi torej, v širšem smislu, razumno odločanje pripeljalo k propadu svetovnega gospodarstva. Če bi se vsi ljudje razumno odločali in bi pred vsakim nakupom razmišljali, bi se potrošnja, nakup masovnih izdelkov bistveno znižala.

## Nevromarketing po svetu in v Sloveniji
Eden največjih ponudnikov nevromarketinških raziskav je ameriško podjetje NeuroFocus. V Angliji je center za nevrosnemalne vede Center for Neuroimaging Sciences v Londonu. V Münchnu, od leta 2008 potekajo redni nevromarketinški kongresi, ki združujejo strokovnjake z različnih področij: psihologije, gospodarstva, finančnega sektorja, nevrologije z namenom interdisciplinarnega nadgrajevanja znanja. V Sloveniji je podrobnejša predstavitev nevromarketinga potekala na Slovenskem oglaševalskem festivalu, s tem področjem se v Sloveniji intenzivno ukvarja podjetje blckb d.o.o., velik del pa prispeva slovensko društvo za nevroznanost: SiNAPSA.